# Adriana Cerezo
Adriana Cerezo (Alcalá de Henares, 24 de novembro de 2003) é uma taekwondista espanhola, medalhista olímpica.

## Carreira
Ela conquistou a medalha de ouro em sua estreia no Campeonato Europeu de Taekwondo, com apenas dezessete anos. Um mês depois, conquistou a medalha de prata nos Jogos Olímpicos de Verão de 2020 em Tóquio, após confronto na final contra a tailandesa Panipak Wongpattanakit na categoria até 49 kg.